# Nuna 5

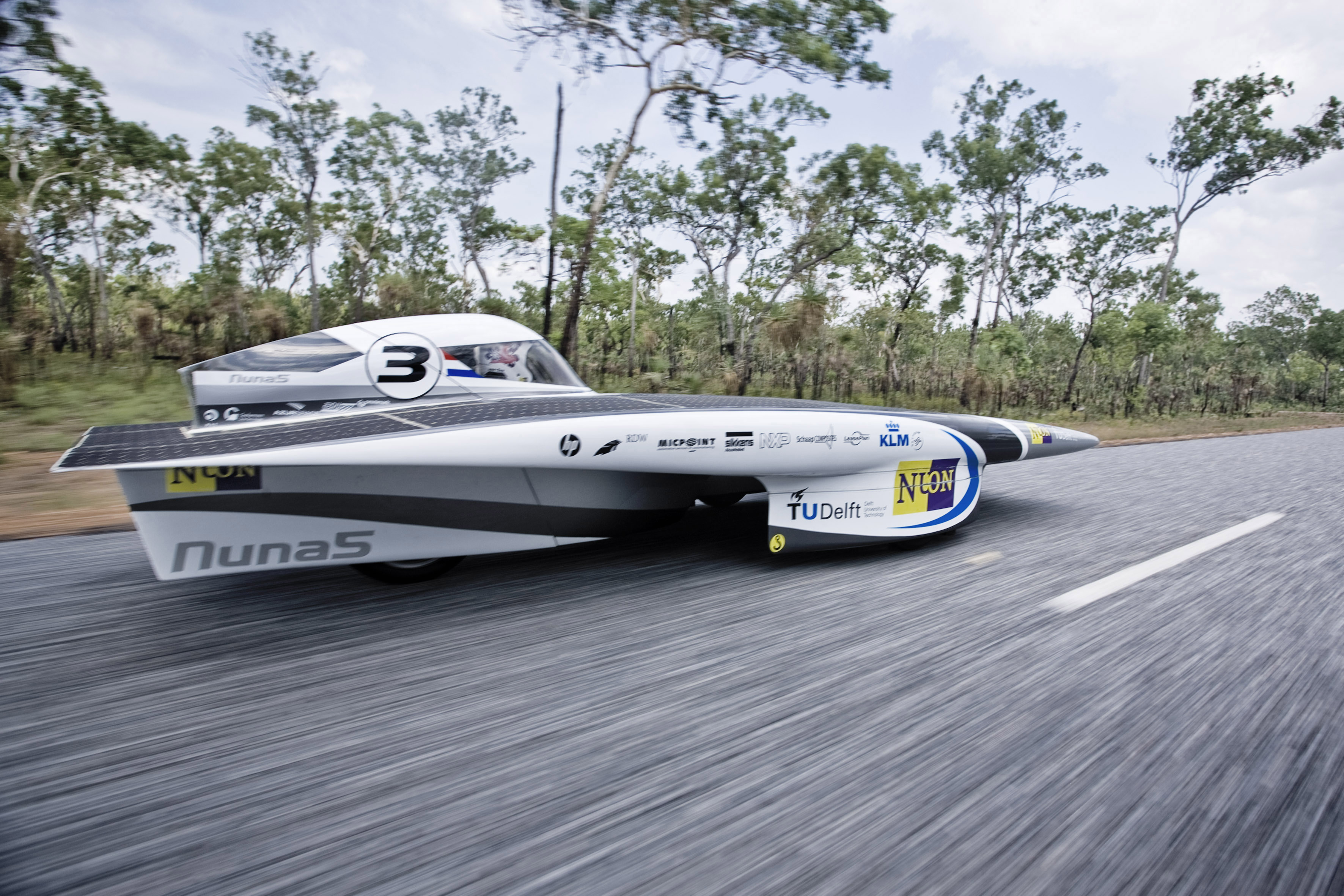
Nuna 5

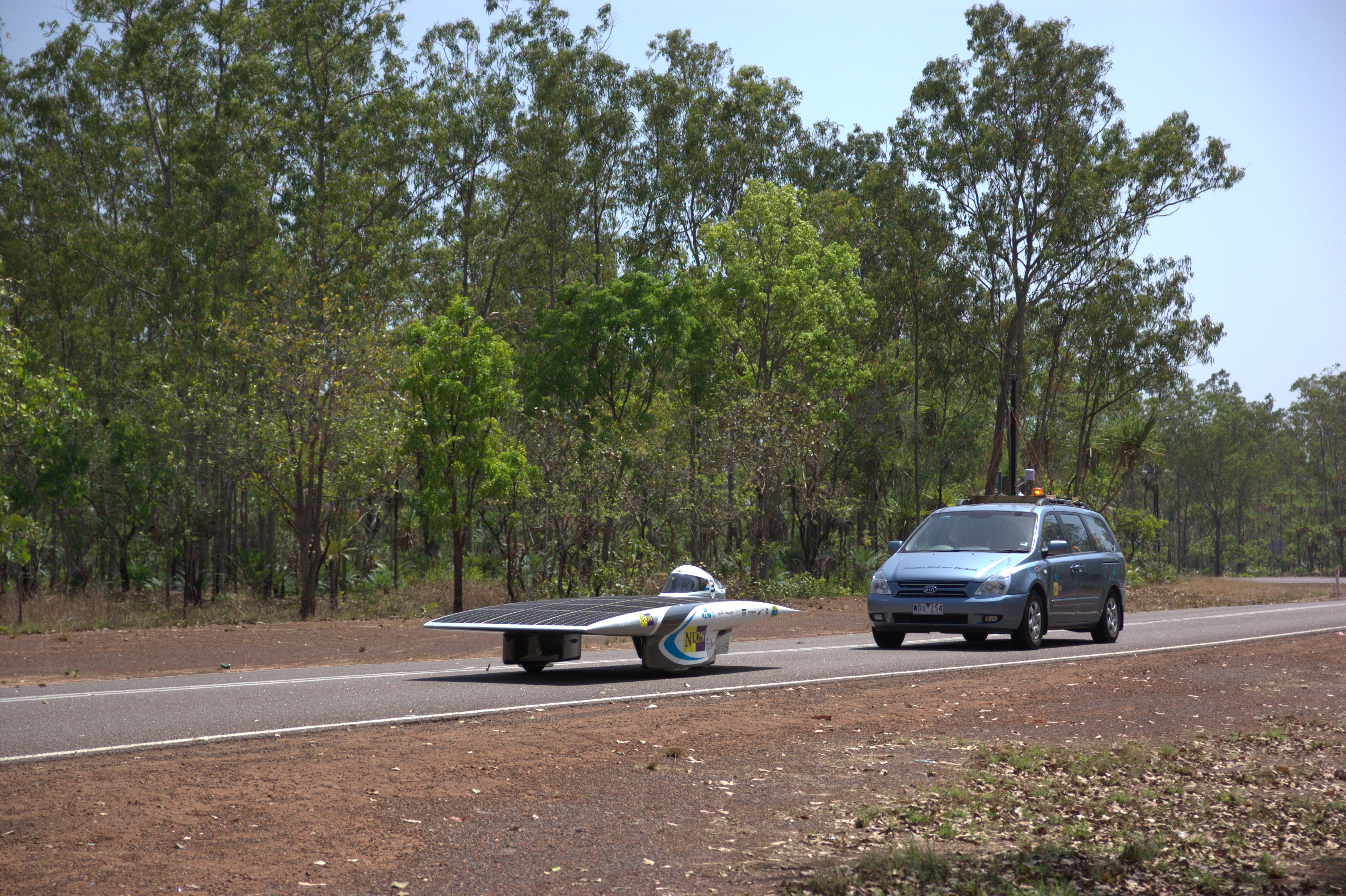
De Nuna 5 en een volgwagen nabij Darwin tijdens het oefenen voor de race begin oktober. Op 5 oktober raakte de Nuna 5 van de weg en crashte tijdens het oefenen.

De Nuna 5 is de zonnewagen die gebouwd is door het Nuon Solar Team. Met Nuna 5 deed het team mee aan de World Solar Challenge 2009. Het Nuon Solar Team bestond uit 14 studenten van de Technische Universiteit Delft. Net zoals voorgaande jaren was energieleverancier Nuon de hoofdsponsor van het team. Het team werd geadviseerd door hoogleraar Wubbo Ockels. Het team behaalde met de Nuna 5 de tweede plaats in de World Solar Challenge 2009.

## Geschiedenis
Het Nuon Solar Team heeft inmiddels vier keer op rij de World Solar Challenge gewonnen. Bijzonder is dat het eerste team, toen nog het Alpha Centauri Team, destijds met de eerste Nuna als debutant de World Solar Challenge won.
In 2007 zorgde een grote reglementswijziging voor nieuwe uitdagingen. De coureur moest verplicht rechtop zitten met een maximale zithoek van 27 graden. Ook werd het aantal vierkante meters zonnepaneel dat was toegestaan teruggebracht naar 6 m².

### Ontwerp en bouw
Het Nuon Solar Team is sinds september 2008 fulltime bezig met het ontwerpen en bouwen van Nuna 5. Na twee series windtunneltesten in de Lagesnelheidstunnel van de TU Delft in december 2008 en januari 2009 is het aerodynamisch ontwerp eind januari 2009 afgerond. In februari 2009 is met de bouw van Nuna 5 begonnen. De auto is gebouwd uit koolstofvezel bij botenbouwer Schaap Composites in Lelystad, die onder andere de ABN Amro Volvo Ocean Race-boten heeft gebouwd.
Op 5 oktober 2009 crashte de Nuna 5 tijdens het testen. Nuna raakte zwaar beschadigd en moest vanaf het frame weer helemaal opgebouwd worden. Op 23 oktober was de auto klaar en werd deze goedgekeurd door de race-organisatie. Het team eindigde als tweede bij de race.

## Reglementen
De reglementen van de World Solar Challenge 2009 waaraan Nuna 5 moet voldoen zijn vergelijkbaar met de reglementen die destijds voor Nuna 4 golden. Grote reglementaire wijzigingen betreffen vooral een vermindering van het batterijgewicht van 30 kg (2007) naar 25 kg (2009). Daarnaast moeten alle teams dit jaar op profielbanden deelnemen aan de race.

## Techniek van Nuna 5

### Zonnepaneel
Net zoals vorige Nuna’s is Nuna 5 uitgerust met zonnecellen van galliumarsenide. Vanuit het reglement mag er maximaal 6 m² op de auto aanwezig zijn. Vanwege deze zonnecellen komt Nuna 5 uit in de Challenge Class van de World Solar Challenge.

### Specificaties
| Afmetingen               | Lengte: 4,82 m Breedte: 1,76 m Hoogte: 0,90 m                                                                |
| Gewicht (zonder coureur) | 161,2 kg |
| Wielen                   | 2 voor, 1 achter                                                                                             |
| Snelheid                 | Topsnelheid: 145 km/u - Cruisesnelheid: 100 km/u                                                             |
| Zonnecellen              | 2120 cellen (6 m²) Gallium‐Arsenide Triple Junction met een efficiëntie van 34%                              |
| Aerodynamica             | Vleugelprofiel. Luchtweerstand is twaalf keer kleiner dan normale auto. 25% minder luchtweerstand dan Nuna 4 |
| Motor                    | Elektromotor InWheel Direct Drive - CSIRO met een efficiëntie van 97%                                        |
| Carrosserie              | Koolstofvezel en aramidevezel Titanium rolbar Aramide wielkappen voor extra impact bestendigheid             |
| Telemetrie               | Wifi-verbinding met volgwagen                                                                                |
| Kenteken                 | ZZ-87-10 |

## Suzuka Dream Cup
Voor het eerst in de geschiedenis van het Nuon Solar Team doet het team op 31 juli en 1 augustus 2010 mee aan de grootste circuitrace ter wereld voor zonnewagens, de Suzuka Dream Cup. De Suzuka Dream Cup wordt gereden op het Formule1 circuit van Suzuka in Japan. De race duurt twee dagen, de teams racen elke dag een heat van 4 uur.
Aangezien Nuna5 oorspronkelijk is gebouwd en ontworpen voor een lange afstandsrace, moest de zonnewagen flink worden aangepast om haar geschikt te maken voor een circuitrace. De lichte koolstof achterwielophanging is bijvoorbeeld vervangen voor een zwaarder, maar steviger, aluminium exemplaar. Speciaal voor deze race is de zonnewagen voorzien van een Delfts blauwe bestickering.

### Carlo van Dam
Professioneel racecoureur Carlo van Dam werd in juni 2010 aangetrokken als coureur om samen met teamlid Jan Willem van Gent zonnewagen Nuna5 te besturen tijdens de Suzuka Dream Cup. Carlo van Dam werd in 2008 met TOM's Toyota kampioen in de Japanse Formule3 competitie